# Critics’ Circle Theatre Award/Trewin Award
Der Trewin Award für die beste Shakespeare-Aufführung wird vom London Critics’ Circle seit 2000 in Andenken an den 1990 verstorbenen britischen Theaterkritiker J. C. Trewin und dessen 2000 verstorbenen Ehefrau Wendy verliehen. Von 2000 bis 2015 hieß er John und Wendy Trewin Award. Er wurde nach dem Tod von ihrem Sohn Ion Trewin, einem ebenfalls bekannten Autoren, Herausgeber und Leiter des Booker Prize, 2016 zum Trewin Award.
Er wird im Rahmen der Critics’ Circle Theatre Awards an folgende Personen und Aufführungen vergeben.

## 2000 bis 2009

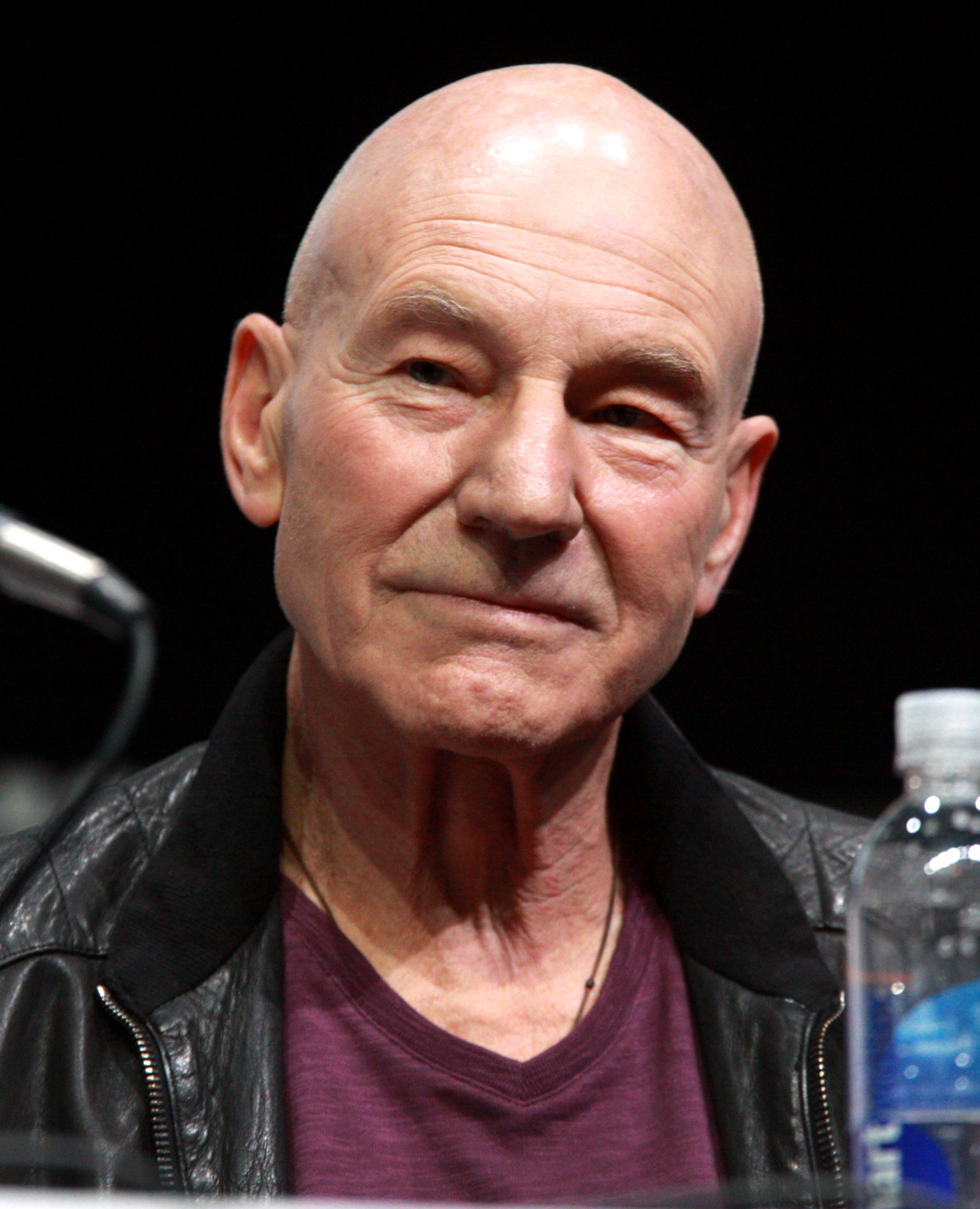
Patrick Stewart, Gewinner 2007

- 2000: Simon Russell Beale in Hamlet
- 2001: Samuel West in Hamlet
- 2002: Mark Rylance in Twelfth Night
- 2003: Greg Hicks in Coriolanus
- 2004: Paul Rhys in Measure for Measure
- 2005: Kevin Spacey in Richard II
- 2006: Tamsin Greig in Much Ado About Nothing
- 2007: Patrick Stewart in Macbeth und Chiwetel Ejiofor in Othello (geteilt)
- 2008: David Tennant in Hamlet und Derek Jacobi in Twelfth Night (geteilt)
- 2009: Jude Law in Hamlet

## 2010 bis 2019
- 2010: Derek Jacobi in King Lear

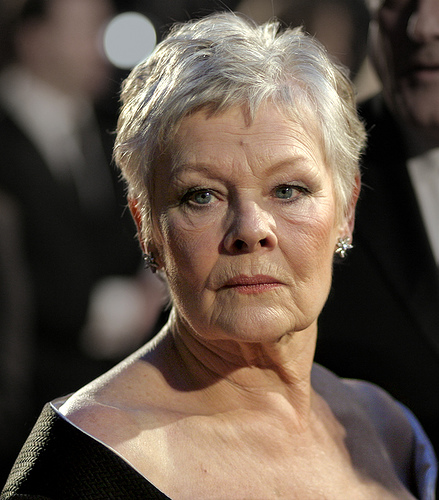
Judi Dench, Gewinnerin 2015

- 2011: Eddie Redmayne in Richard II
- 2012: Simon Russell Beale in Timon of Athens
- 2013: Rory Kinnear in Othello
- 2014: Antony Sher in Henry IV
- 2015: Judi Dench in The Winter’s Tale
- 2016: Glenda Jackson in King Lear
- 2017: Andrew Scott in Hamlet
- 2018: Sophie Okonedo in Antony and Cleopatra
- 2019: Hammed Animashaun in A Midsummer Night’s Dream

## 2020 bis 2029
- 2020: Ausfall der Veranstaltung
- 2021: Ausfall der Veranstaltung
- 2022: Cush Jumbo in Hamlet

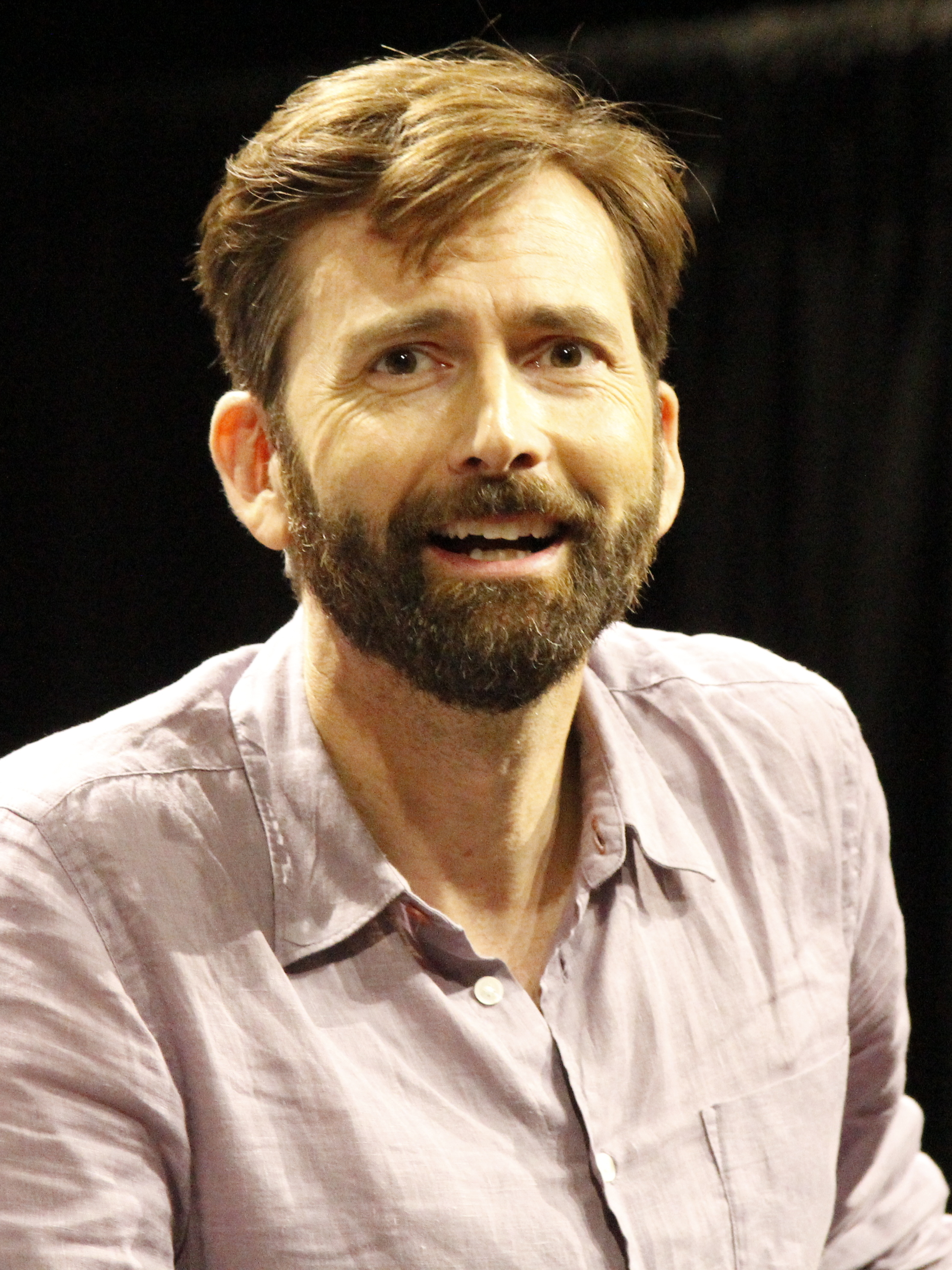
David Tennant, Gewinner 2008 und 2024

- 2023: Arthur Hughes in Richard III.
- 2024: David Tennant in Macbeth
- 2025: Danny Sapani in King Lear